# Sarcophaga ziegleri
Sarcophaga ziegleri är en tvåvingeart som beskrevs av Andy Z. Lehrer 2005. Sarcophaga ziegleri ingår i släktet Sarcophaga och familjen köttflugor. Inga underarter finns listade i Catalogue of Life.